# Le Jour où la Terre prit feu
Pour plus de détails, voir Fiche technique et Distribution.
Le Jour où la Terre prit feu, initialement sorti sous le titre Le Jour où la Terre brûlera (The Day the Earth Caught Fire), est un film britannique de Val Guest, sorti en 1961.
Le film débute alors que les États-Unis et l'URSS réalisent simultanément un puissant essai nucléaire dans le Cercle arctique. Des séismes et des phénomènes climatiques inhabituels se produisent par la suite. Pour la presse puis la population, la corrélation est vite faite. De son côté, Peter Stenning, un journaliste au Daily Express, un journal à sensation de Londres, découvre que le gouvernement britannique cache une terrible vérité : les essais nucléaires ont perturbé l'orbite de la Terre et celle-ci se dirige désormais vers le Soleil. 

## Synopsis
Un retour en arrière nous montre un homme qui marche seul dans les rues étouffantes d'un Londres désert avant de revenir plusieurs mois en arrière. Peter Stenning est un journaliste prometteur du Daily Express mais depuis son divorce, il boit trop, ce qui a un impact négatif sur son travail. Son rédacteur en chef lui confie alors des missions de second plan, tandis quel le seul ami de Stenning, Bill Maguire, un journaliste chevronné de Fleet Street, le remplace parfois en rédigeant ses propres copies.
Pendant ce temps, après que l'Union soviétique et les États-Unis ont accidentellement fait exploser plusieurs bombes nucléaires simultanément, d'étranges phénomènes météorologiques commencent à affecter le globe sans que cela ne représente une menace à première vue. Stenning est envoyé au Met Office pour obtenir des données sur les températures. Là-bas, il rencontre Jeannie, une jeune dactylo, qui fait temporairement office de téléphoniste. Ils se rencontrent, échangent des insultes mais finissent par tomber amoureux l'un de l'autre et commencent à se fréquenter.
Plus tard, Stenning découvre que les essais d'armes nucléaires ont eu un effet massif sur la Terre et il demande à Jeannie de l'aider à obtenir toutes les informations pertinentes qu'elle peut lui fournir. Il s'avère que la nutation de la planète a été modifiée de 11 degrés, affectant de fait les zones climatiques en changeant le champ magnétique terrestre des pôles et de l'équateur. La chaleur croissante commence par provoquer l'évaporation de plans d'eau et l'apparition de brumes en Grande-Bretagne. Parmi d'autres anormalités, figure une éclipse solaire qui se produit plusieurs jours avant la date prévue. Beaucoup plus tard, les scientifiques réalisent que l'orbite de la Terre a été plus grandement perturbée qu'ils ne le pensaient. Ils annoncent par l'intermédiaire des gouvernements que la planète se dirige en spirale vers le Soleil.
Le gouvernement britannique impose l'état d'urgence et débute un rationnement de l'eau et des fournitures essentielles, tandis que les populations évacuent les villes. Les scientifiques concluent que le seul moyen de ramener la Terre sur une orbite sûre est de faire exploser une série de bombes nucléaires en Sibérie occidentale. Stenning, Maguire et Jeannie se réunissent dans un bar pour écouter la diffusion radio de l'événement. Les bombes explosent et l'onde de choc se fait ressentir partout dans le monde avec une puissance formidable.
Dans la salle d'impression des journaux, deux versions de la première page ont été préparées, l'une disant que le monde est sauvé et l'autre que le monde est condamné. Le film se termine sur Stenning, qui est l'homme qui marchait seul dans les rues de Londres, sans révéler laquelle des deux une sera publiée.

## Fiche technique
- Titre français : Le Jour où la Terre prit feu ou Le Jour où la Terre brûlera[1]
- Titre original : The Day the Earth Caught Fire
- Réalisation : Val Guest
- Scénario : Val Guest et Wolf Mankowitz
- Production : Val Guest et F. Sherwin Green, pour Pax Films
- Musique : Stanley Black (non crédité)
- Photographie : Harry Waxman
- Montage : Bill Lenny
- Décors : Anthony Masters et Scott Slimon
- Costumes : Beatrice Dawson
- Pays de production :  Royaume-Uni
- Langue originale : anglais
- Format : Noir et Blanc (avec des passages teintés) - 2,35:1 - Mono
- Genre : Science-fiction
- Durée : 98 minutes
- Dates de sortie :
  - Royaume-Uni : novembre 1961
  - France : 29 mars 1963[1]

## Distribution
- Janet Munro : Jeannie Craig
- Leo McKern : Bill Maguire
- Edward Judd : Peter Stenning
- Michael Goodliffe : 'Jacko'
- Bernard Braden : Rédacteur en chef
- Reginald Beckwith : Harry
- Gene Anderson : May
- Renée Asherson : Angela
- Arthur Christiansen : Jeff, rédacteur
- Austin Trevor : Sir John Kelly
- Edward Underdown : Sanderson
- Ian Ellis : Michael Stenning
- George Merritt : Smudge
- Michael Caine : Policier (non crédité)

## Distinctions
- Prix BAFTA 1962 du meilleur scénario britannique pour Wolf Mankowitz et Val Guest.
- Nommé aux prix Hugo 1963 pour la meilleure présentation dramatique.